# NGC 4706
NGC 4706 је спирална галаксија у сазвежђу Кентаур која се налази на NGC листи објеката дубоког неба.
Деклинација објекта је - 41° 16' 46" а ректасцензија 12h 49m 54,0s. Привидна величина (магнитуда) објекта NGC 4706 износи 12,8 а фотографска магнитуда 13,8. Налази се на удаљености од 38,732 милиона парсека од Сунца. NGC 4706 је још познат и под ознакама ESO 323-1, MCG -7-26-55, DRCG 56-44, DCL 278, PGC 43411.